# Praskovéyevka
Praskovéyevka (en ruso: Праскове́евка) es un seló del ókrug urbano de Gelendzhik del krai de Krasnodar, en el sur de Rusia. Está situado en la costa nororiental del mar Negro, 4 km tierra adentro remontando el curso del río Dzhanjot, 17 km al sureste de Gelendzhik y 89 km al suroeste de Krasnodar. Tenía 269 habitantes en 2010.
Pertenece al municipio Divnomorski.

## Historia
La localidad fue fundada en 1866 con el asentamiento de colonos griegos pónticos.

## Lugares de interés
Al norte de la costa de Praskovéyevka se halla la roca Parus, monumento natural consistente en una roca vertical de 25 m de altura, 20 de longitud y 1 m de espesor, que se erige en la costa del mar Negro. En las proximidades de la localidad, Vladímir Putin ha erigido una lujosa mansión, conocida como el Palacio de Putin.